# Nattrikken
Nattrikken (deutsch Nachtfahrt) ist ein norwegischer Kurzfilm von Eirik Tveiten aus dem Jahr 2020, der eine Oscarnominierung erhielt.

## Inhalt
In einer eisigen verschneiten Dezembernacht wartet Ebba auf die Straßenbahn. Sie war auf einer Party und will nun nach Hause. Als die Straßenbahn an ihrer Haltestelle ankommt, steigt der Fahrer aus, um eine Pause einzulegen, da noch etwas Zeit bis zur Abfahrt verbleibt. Er weist Ebba darauf hin, dass sie die Bahn noch nicht betreten dürfe. Da es jedoch sehr kalt ist und Ebba keine Erfrierungen riskieren will, betritt sie die Bahn doch. Um die kalte Luft, die durch die offene Tür hereinkommt, draußen zu halten, drückt Ebba verschiedene Knöpfe in der Hoffnung, dass die Tür sich schließt. Sie startet jedoch, ohne das zu wollen, die Bahn und fährt davon. Als sie dann auf der Tour auch noch andere Fahrgäste an den entsprechenden Haltestellen einsteigen lässt, da sie nicht will, dass diese frieren müssen, nimmt die Fahrt eine Wendung, mit der Ebba nicht rechnen konnte.
Unter den Passagieren befindet sich eine attraktive junge Frau, die zwei junge männliche Fahrgäste im Visier haben, sodass Ärger vorprogrammiert ist. Zunächst scheint es so, als habe die junge Dame die Situation im Griff, doch spitzt sich die Situation in dem Moment zu, als Ebba wegen einer auf Rot umgesprungenen Ampel scharf bremsen muss. Als die junge Dame nach vorn geschleudert wird, verliert sie ihre Perücke, wodurch klar wird, dass es sich eigentlich um einen Mann handelt. Die beiden jungen Männer fühlen sich daraufhin provoziert und versuchen ihre Enttäuschung und Wut dadurch abzubauen, dass sie den jungen Mann, der ihnen vorgemacht hat, eine Frau zu sein, belästigen und bedrängen, ihm seine Perücke entreißen und sich auf den Kopf setzen und ihm gefährlich nahe kommen.
Die Frage ist nun, ob Ebba den Mut aufbringt, einzugreifen. Sie hatte in der Vergangenheit negative Erlebnisse mit Männern, die ihr bis heute nachhängen, kann also durchaus nachfühlen, wie das Opfer sich gerade fühlen muss. Ebba findet eine fast geniale Lösung, um die Gefahr, die in der Situation liegt, zu bannen: Sie hält die Bahn an und bittet die Männer sich zu setzen, da sie sonst nicht losfahren würde. Als diese sich weigern, meint sie zu Allan, einem der Angreifer, dass er doch fahren könne, wenn er männlich genug dafür sei. Genau in dem Moment huscht der belästigte Mann aus der Bahn und Ebba überlässt Allan das Steuer. Sie zeigt ihm den Startknopf, verlässt schnell den Waggon und setzt sich zu dem Mann auf eine rote Bank. Beide sehen zu, wie die Straßenbahn davonfährt, und kurz darauf ein Polizeifahrzeug, das der Bahn zu folgen scheint. Als sie sich trennen, lächeln beide. 

## Produktion, Veröffentlichung
Produziert wurde der Film von Cylinder Production. Ihm stand ein geschätztes Budget von 1.208.120 Norwegischen Kronen (NOK) zur Verfügung.
Der Öffentlichkeit wurde der Film am 12. Juni 2020 auf dem Grimstad Short Film Festival in Norwegen erstmals vorgestellt. In den Vereinigten Staaten war er erstmals im Juni 2022 auf dem Tribeca Film Festival unter dem Titel Night Ride zu sehen.

## Kritik
Alex Brannan befasste sich bei CineFiles mit dem Kurzfilm und führte aus, dass die erste Frage, die er sich zu dem Film gestellt habe „Warum“ gewesen sei. Die Figur, der diese Geschichte folge, habe keine Motivation für die ernst zu nehmenden Handlungen, die zu dem aufwiegelnden Vorfall im Film führten. Der Ton des Films sei falsch, und der Umgang mit Transphobie, die sich aus dieser Tonverschiebung ergebe, sei bestenfalls oberflächlich (oder vielleicht genauer gesagt „fehlgeleitet“). Der Film kombiniere im Wesentlichen die Geschichte zweier Charaktere. Einmal sei da das komische Festtagsgetümmel und sodann ständige Belästigung und Hass. Irgendwie löse der Film die Geschichte auf, indem sich die beiden konträren Charaktere anlächelten. Das sei eine Formel, die einfach nicht aufgehe.
Jennie Kermode gab dem Film auf der Seite Eye for Film fünf von fünf möglichen Sternen und meinte, in Eirik Tveitens Film herrsche von Anfang an ein Gefühl von Magie und Möglichkeiten. Wie die Geschichte sich entwickle, mache den Film so besonders. Kermode lobte die Leistung der Hauptdarstellerin Husjord, die durchweg fantastisch sei, und der Ebba ein Gewicht von emotionaler Komplexität verleihe. Es sei selten, einen Film über Vorurteile zu sehen, der so herzerwärmend und fröhlich sei, wie dieser. Night Ride sei ein echtes Juwel.
Auf der Seite The Movie Buff bewertete Paul Emmanuel Enicola den Film und lobte ebenfalls die schauspielerische Leistung von Sigrid Husjord, die eine grandios nuancierte Performance abliefere. Abgesehen vom Drehbuch und der Regie verleihe die verspielte Filmmusik von Morten Rognskog und die wunderschöne Kameraführung von Vegard Landsverk diesem Kurzfilm eine fast weihnachtliche Atmosphäre. Der Film bringe die Probleme des Wegsehens, wenn jemand Hilfe brauche ans Licht, ein Lob gehe an Tveiten und seine Besetzung, was auch das Drehbuch einschließe. Der einzige Mangel sei, dass ein so guter Film eine längere Laufzeit verdient habe. Night Ride stelle Geschlecht und Identität, Vorurteile und Sexismus in den Mittelpunkt und mit Sigrid Husjord an der Spitze gelinge es Regisseur Eirik Tveiten, die letzte Tram reibungslos nach Hause zu schicken.

## Auszeichnungen
Virginia Film Festival
- 2022: Gewinner des Audience Award Eirik Tveiten in der Kategorie „Narrativer Kurzfilm“

Tribeca Film Festival
- 2022: Gewinner des Preises „Bester narrativer Kurzfilm“ Erik Tveiten

Annapolis Film Festival
- 2022: Gewinner des Jurypreises in der Kategorie „Bester Kurzfilm“ Eirik Tveiten

Academy Awards, USA
- 2023: Nominierte für den Oscar in der Kategorie „Bester Kurzfilm“ Eirik Tveiten und Gaute Lid Larssen